# Atletica leggera alla XXIX Universiade - Salto triplo maschile
Il salto triplo maschile alla XXIX Universiade si è svolto dal 23 al 25 agosto 2017.

## Podio
| Oro     | Nazim Babayev Azerbaigian         |
| Argento | Hugues Fabrice Zango Burkina Faso |
| Bronzo  | Ryoma Yamamoto Giappone           |

## Risultati

### Qualificazioni
Si qualificano alla finale gli atleti che saltano 16,50 m Q o le dodici migliori misure q.
| Posizione | Gruppo | Atleta                   | Nationalità         | #1    | #2    | #3    | Risultato | Note                                     |
| --------- | ------ | ------------------------ | ------------------- | ----- | ----- | ----- | --------- | ---------------------------------------- |
| 1         | A      | Ryoma Yamamoto           | Giappone            | 16.65 |       |       | 16.65     | Q                                        |
| 2         | A      | Alberto Álvarez          | Messico             | 16.40 | 15.70 | 16.47 | 16.47     | q                                        |
| 3         | A      | Nazim Babayev            | Azerbaigian         | 16.32 | 16.11 | –     | 16.32     | q                                        |
| 4         | B      | Yasser Triki             | Algeria             | 16.24 | x     | –     | 16.24     | q                                        |
| 5         | A      | Hugues Fabrice Zango     | Burkina Faso        | 15.02 | 16.06 | 16.21 | 16.21     | q                                        |
| 6         | A      | Jean Rosa                | Brasile             | x     | 16.20 | x     | 16.20     | q                                        |
| 7         | A      | Tom Yaacobov             | Israele             | 15.67 | x     | 16.07 | 16.07     | q                                        |
| 8         | B      | Mateus de Sá             | Brasile             | 15.52 | 15.55 | 16.01 | 16.01     | q                                        |
| 9         | A      | Tomáš Veszelka           | Slovacchia          | 15.50 | 15.65 | 15.92 | 15.92     | q                                        |
| 10        | A      | Marcel Mayack II         | Camerun             | 15.50 | 15.68 | 15.42 | 15.68     | q                                        |
| 11        | B      | Tony Carodine Jr.        | Stati Uniti         | x     | 15.63 | x     | 15.63     | q                                        |
| 12        | B      | Samuel Trigg             | Regno Unito         | 15.12 | 15.52 | 15.61 | 15.61     | q                                        |
| 13        | A      | Liu Yan                  | Cina                | x     | 15.24 | 15.46 | 15.46     |                                          |
| 14        | B      | Reneilwe Aphane          | Sudafrica           | 14.72 | 15.27 | 15.36 | 15.36     |                                          |
| 15        | B      | Nam Su-hwan              | Corea del Sud       | 15.30 | x     | 15.20 | 15.30     |                                          |
| 16        | B      | Lee Kuei-lung            | Taipei Cinese       | x     | 15.20 | 15.24 | 15.24     |                                          |
| 17        | B      | Jannick Bagge            | Danimarca           | 14.29 | x     | 14.78 | 14.78     | Miglior prestazione personale stagionale |
| 18        | B      | Rogil Pablo              | Filippine           | x     | 14.54 | 14.35 | 14.54     |                                          |
| 19        | A      | Dumezweni Dube           | Zimbabwe            | x     | 14.24 | 13.91 | 14.24     |                                          |
| 20        | A      | Martin Brueckne Johansen | Danimarca           | 14.01 | x     | 13.48 | 14.01     |                                          |
| 21        | B      | Hussain Al-Khalaf        | Arabia Saudita      | 13.47 | x     | x     | 13.47     |                                          |
| 22        | A      | Wai Seng Cheong          | Macao               | 13.37 | x     | 13.19 | 13.37     |                                          |
| 23        | B      | Tam Chon Lok             | Macao               | 13.37 | x     | –     | 13.37     |                                          |
|           | B      | Salim Saleh Al-Yarabi    | Oman                | x     | r     |       | NM        |                                          |
|           | A      | Ahmed Mohamed Al-Ameri   | Emirati Arabi Uniti |       |       |       | DNS       |                                          |
|           | B      | Obrey Chabala            | Zambia              |       |       |       | DNS       |                                          |

### Finale
| POsizione | Nome                 | Nationalità  | #1    | #2    | #3    | #4    | #5    | #6    | Risultato | Note                          |
| --------- | -------------------- | ------------ | ----- | ----- | ----- | ----- | ----- | ----- | --------- | ----------------------------- |
|           | Nazim Babayev        | Azerbaigian  | 17.01 | –     | 16.79 | –     | –     | 16.76 | 17.01     |                               |
|           | Hugues Fabrice Zango | Burkina Faso | 16.33 | 16.60 | 16.47 | 16.48 | x     | 16.97 | 16.97     | Miglior prestazione personale |
|           | Ryoma Yamamoto       | Giappone     | 16.80 | 16.53 | x     | –     | 16.06 | x     | 16.80     |                               |
| 4         | Alberto Álvarez      | Messico      | 16.40 | 16.37 | 16.49 | 16.34 | 16.68 | 16.71 | 16.71     | Miglior prestazione personale |
| 5         | Yasser Triki         | Algeria      | 16.17 | 16.56 | 16.49 | 16.47 | 16.60 | 16.15 | 16.60     | Miglior prestazione personale |
| 6         | Jean Rosa            | Brasile      | 16.28 | 15.43 | 16.06 | 16.42 | 16.01 | 16.32 | 16.42     |                               |
| 7         | Tom Yaacobov         | Israele      | 15.85 | 15.75 | 16.13 | x     | 16.16 | 16.19 | 16.19     |                               |
| 8         | Mateus de Sá         | Brasile      | 15.50 | 15.79 | 15.98 | x     | 16.08 | x     | 16.08     |                               |
| 9         | Tony Carodine Jr.    | Stati Uniti  | x     | 15.73 | x     |       |       |       | 15.73     |                               |
| 10        | Marcel Mayack II     | Camerun      | 15.05 | 15.65 | 15.67 |       |       |       | 15.67     |                               |
| 11        | Tomáš Veszelka       | Slovacchia   | 15.44 | 15.50 | –     |       |       |       | 15.50     |                               |
| 12        | Samuel Trigg         | Regno Unito  | 14.94 | x     | x     |       |       |       | 14.94     |                               |